# Bolesławiec (województwo wielkopolskie)
Bolesławiec – wieś w Polsce położona w województwie wielkopolskim, w powiecie poznańskim, w gminie Mosina, nad Kanałem Mosińskim. Dawniej własność rodu Potockich herbu Pilawa.
W latach 1975–1998 miejscowość administracyjnie należała do województwa poznańskiego.
Osada folwarczna leżąca na Kanałem Mosińskim niedaleko Borkowic i Nowego Dymaczewa. We wsi istnieją ślady dawnego grodziska pierścieniowatego. W Bolesławcu zobaczyć także można dawne zabudowania kompleksu gospodarczego, który powstał w drugiej połowie XIX stulecia i w początkach XX wieku. We wsi funkcjonuje od 2004 duża ubojnia drobiu Wielkopolski Indyk, działająca od 1967 (wcześniej w Starym Dymaczewie).